# Gunnel Linde
Gunnel Linde (* 14. Oktober 1924 in Stockholm; † 12. Juni 2014) war eine schwedische Schriftstellerin.
Insgesamt hat sie über 40 Kinder- und Jugendbücher geschrieben (z. B. „Wie eine Hecke voller Himbeeren“, „Joppe“). Linde war Mitgründerin der Organisation BRIS (Barnens Rätt I Samhället, deutsch „Die Rechte der Kinder in der Gesellschaft“), die sich für die Rechte von Jugendlichen und Kindern einsetzt.

## Auszeichnungen
- Nils-Holgersson-Plakette 1965 für „Der weiße Stein“
- Astrid-Lindgren-Preis für ihr Gesamtwerk 1978
- LesePeter Januar 2006 für „Joppe“

## Werke
- 2007: Die Liga der Unsichtbaren, Gerstenberg Verlag, ISBN 978-3-8369-5143-2
- 2009: Hilfe! Ich bin ein Werwolf, Gerstenberg Verlag, ISBN 978-3-8369-5243-9
- 2010: Mit Jasper im Gepäck, Gerstenberg Verlag, ISBN 978-3-8369-5319-1